# رياح الشنوك

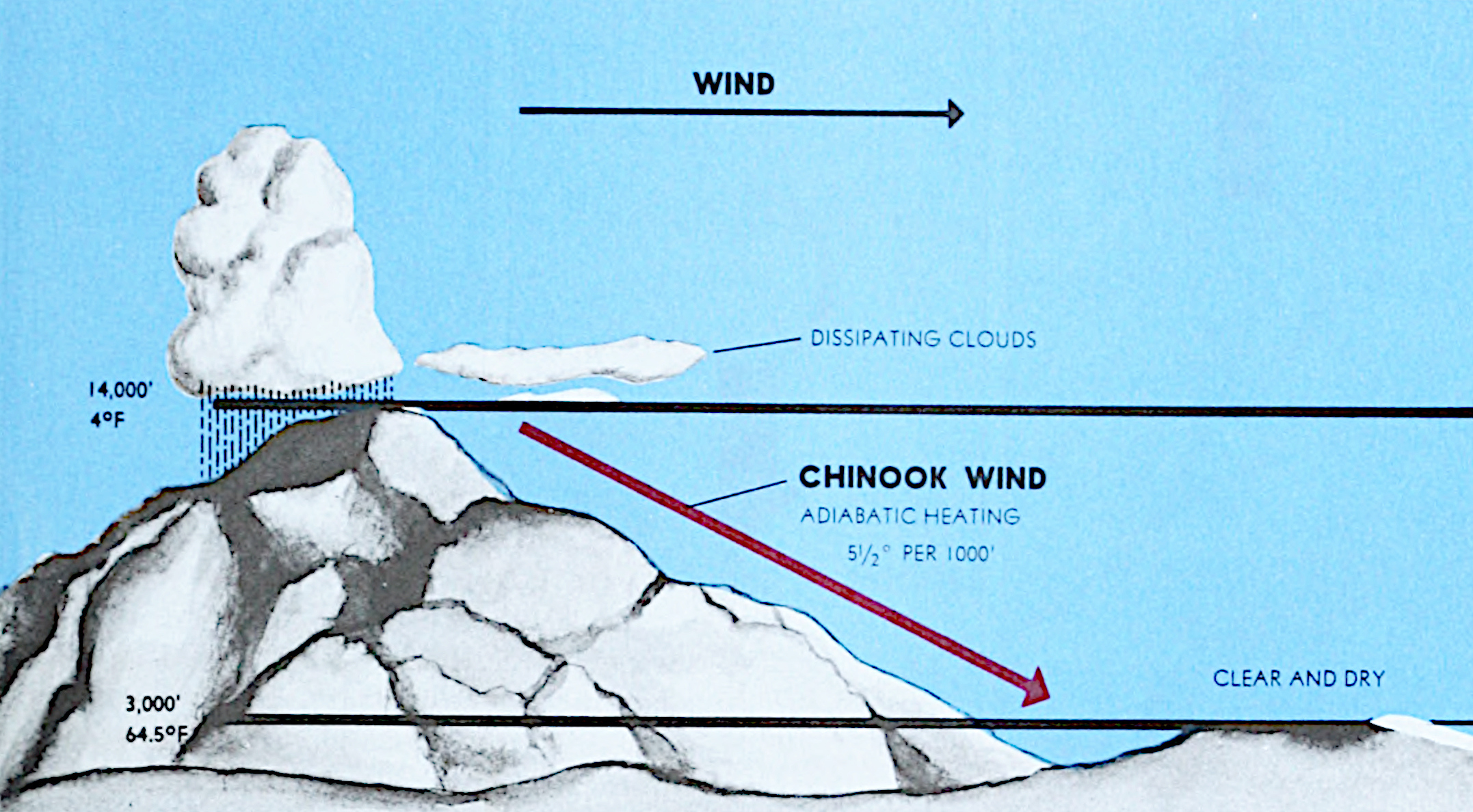
رياح الشينوك يمثلها السهم الأحمر.

رياح الشنوك أو الشينوك رياح حارة وجافة من نموذج رياح الفوهن نفسها المعروفة شمالي جبال الألب الأوروبية، وتهب هذه الرياح فوق السفوح الشرقية لجبال الروكي ومقدماتها في أمريكا الشمالية, ورياح الشينوك أصلها رطب، لكونها قادمة ومن المحيط الهادئ, متجهة نحو الشرق, عابرةً السفوح الغربية لجبال روكي, مفرغة فوقها معظم حمولتها من بخار الماء, وما ان تعبر ذرا تلك الجبال حتى تأخذ بالهبوط فوق السفوح الشرقية مرتفعة درجة حراراتها باطراد مع انخفاضها مترافقاً ذلك بازدياد جفافها، ولذا تصل إلى مقدمات السفوح الشرقية وهي حارة جافة، وأكثر ما تهب هذه الرياح في فصلي الشتاء والربيع, نتيجة التباين بين الضغوط غربي الحافات الجبلية (ضغط مرتفع) وشرقي الحافات الجبلبة (منخفضات جوية جبهية متحركة نحو الجنوب الشرقي في السهول الوسطى).

## معرض صور

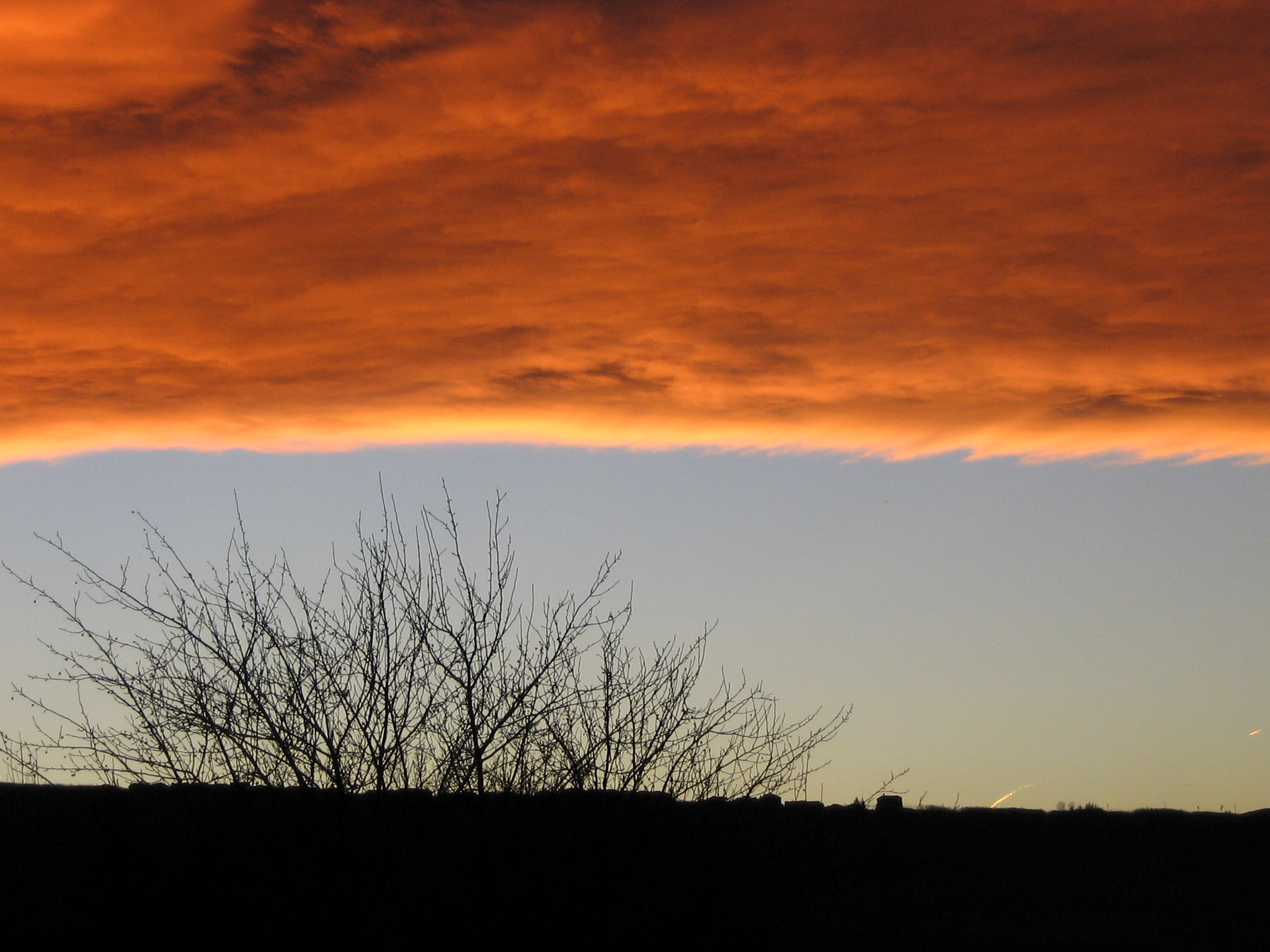
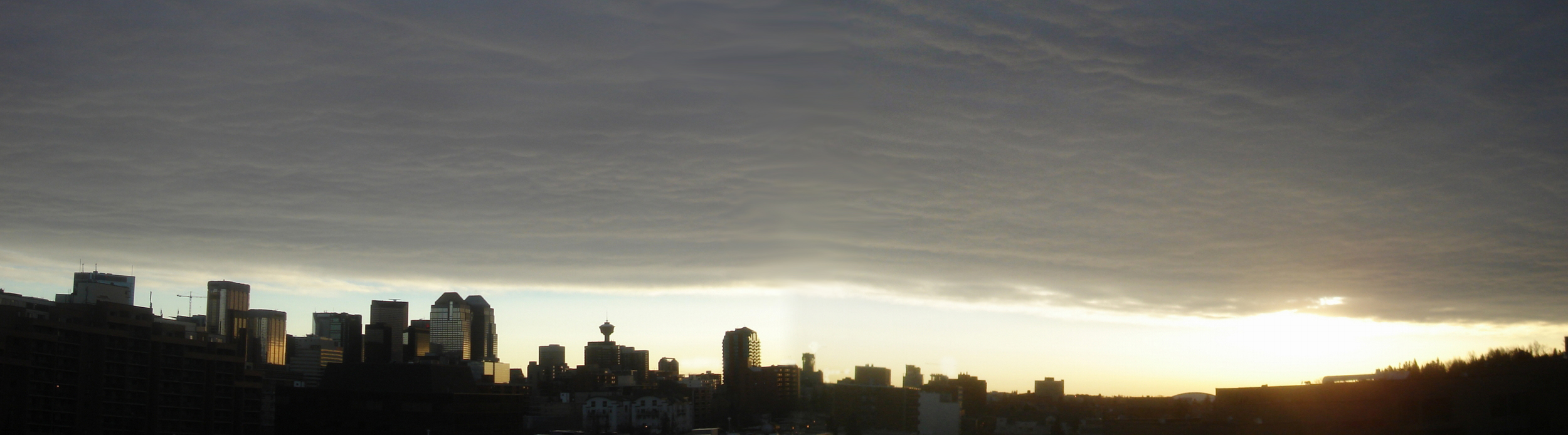
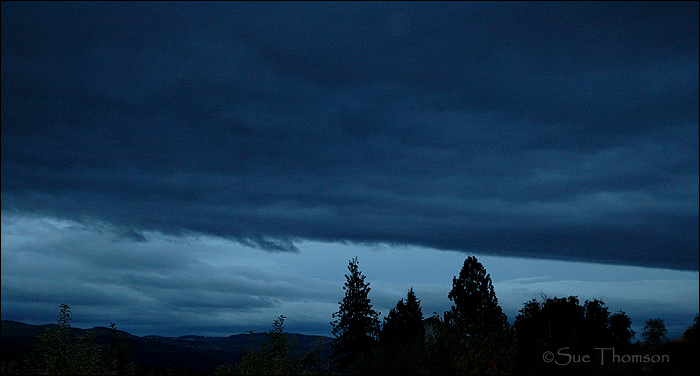